# Dystaxia
Dystaxia är ett släkte av skalbaggar. Dystaxia ingår i familjen Schizopodidae.
Kladogram enligt Catalogue of Life:
| Dystaxia | \| \| Dystaxia elegans \| \| \| \| \| \| Dystaxia murrayi \| \| \| \| |
|          | \| \| Dystaxia elegans \| \| \| \| \| \| Dystaxia murrayi \| \| \| \| |
|          | Glyptoscelimorpha                                                     |
|          |                                                                       |
|          | Schizopus                                                             |
|          |                                                                       |
|          | Dystaxia elegans                                                      |
|          |                                                                       |
|          | Dystaxia murrayi                                                      |
|          |                                                                       |

|  | Dystaxia elegans |
|  |                  |
|  | Dystaxia murrayi |
|  |                  |